# Pomeni imen asteroidov: 43001–44000
Pregled pomenov imen asteroidov (malih planetov) od številke 43001 do 44000, ki jim je Središče za male planete dodelilo številko in so pozneje dobili tudi uradno ime  v skladu z dogovorjenim načinom imenovanja. Pregled je preverjen z Schmadelovim “Slovarjem imen malih planetov” (“Dictionary of Minor Planet Names”). 
Pregled pojasnjuje izvor oziroma pomen imen asteroidov, ki ga je priznala Mednarodna astronomska zveza (IAU). Nekateri asteroidi imajo imajo dodatno pojasnilo o izvoru imena, ki pa vedno ni popolnoma zanesljivo (oznaka “†” ali “‡“). 
| Ime                  | Začasna oznaka | Izvor imena |
| 43001–43100          | 43001–43100    | 43001–43100 |
| -------------------- | -------------- | --- |
| 43025 Valusha        | 1999 VW12      | Valentina I. Ipatova-Artioukhova, ruska hidrobiologinja † |
| 43083 Frankconrad    | 1999 WR        | Frank Conrad, ameriški ljubiteljski astronom, nekdanji predsednik Astronomske družbe Baton Rouge, (Baton Rouge Astronomical Society ), prijatelj odkritelja †                                                     |
| 43101–43200          |                | |
| 43193 Secinaro       | 2000 AW4       | mesto Secinaro, L'Aquila, Italija, kraj, kjer je verjetno bil najden prvi italijanski udarni krater † |
| 43201–43300          |                | |
| 43224 Tonypensa      | 2000 AP165     | Anthony Pensa, ameriški pomočnik direktorja Lincolnovega laboratorija MIT (MIT Lincoln Laboratory), imenovanje ob priliki njegove upokojitve †                                                                    |
| 43293 Banting        | 2000 GU1       | Frederick G. Banting (1891 – 1941), kanadski doktor medicine, odkritelj insulina † |
| 43301–43400          |                | |
| 43401–43500          |                | |
| 43501–43600          |                | |
| 43511 Cima Ekar      | 2001 CP48      | Opazovalna postaja Asiago Cima Ekar (Cima Ekar Observing Station), znana tudi kot Osservatorio Astronomico di Monte Ekar, največja astronomska naprava v Italiji †                                                |
| 43601–43700          |                | |
| 43667 Dumlupınar     | 2002 GO1       | Dumlupınar, turška podmornica, ki je 4. aprila 1953 med vožnjo skoziDardanele trčila s švedsko tovorno ladjo Naboland in se je potopila, pri tem je umrlo 81 ljudi †                                              |
| 43669 Winterthur     | 2002 GA10      | mesto Winterthur, Švica, rojstni kraj odkritelja in kraj, kjer je Observatorij Eschenberg (Sternwarte Eschenberg) †                                                                                               |
| 43701–43800          |                | |
| 43706 Iphiklos       | 1416 T-2       | Ifiklej, oče grškega junaka Podarka iz Filake iz trojanske vojne † |
| 43724 Pechstein      | 1975 UY        | Max Pechstein (1881 – 1955), nemški slikar, vodilni član nemške skupine ekspresionistov, ki je znana pod imenom "Most" (Die Brücke) †                                                                             |
| 43751 Asam           | 1982 UD4       | družina Asam bavarskih umetnikov iz 17. in 18. stoletja: oče Hans Georg in sinova Cosmas Damian in Egid Quirin, slikarja fresk, kiparja štukatur in arhitekta †                                                   |
| 43775 Tiepolo        | 1989 CA6       | Giovanni Battista Tiepolo (1696 – 1770), italijanski slikar † |
| 43790 Ferdinandbraun | 1990 TY3       | Ferdinand Braun (1850 – 1918), nemški fizik, izumitelj Braunove cevi, ki je bila predhodnica televizijske cevi, sodobitnik Nobelove nagrade leta 1909 v fiziki za brezžično telegrafijo †                         |
| 43793 Mackey         | 1990 VK7       | Lance Mackey, ameriški vodič vlečnih psov (musher), prvi, ki je zaporedoma zmagal na tekmovanju (Yukon Quest) vlečnih psov na progi dolgi 1000 milj in na tekmovanju vlečnih psov Iditarod (Alaska) (leta 2007) † |
| 43801–43900          |                | |
| 43806 Augustepiccard | 1991 RG7       | Auguste Piccard, švicarsko-belgijski fizik, raziskovalec zgornje stratosfere in globin oceanov † |
| 43841 Marcustacitus  | 1993 HB        | Mark Klaudij Tacit, rimski vladar † |
| 43844 Rowling        | 1993 OX2       | Joanne "Jo" Rowling, britanska pisateljica, najbolj je zanan po seriji Harry Potter † |
| 43859 Naoyayano      | 1994 AN15      | Naoja in Ajano Fujii, otroka drugega odkritelja † |
| 43881 Cerreto        | 1995 DA13      | občina Cerreto d'Asti, Piedmont, Italija, kraj, kjer je Astronomski observatorij Cerreto d'Asti (Osservatorio astronomico di Cerreto d'Asti) †                                                                    |
| 43882 Maurivicoli    | 1995 EM1       | Maurizio Vicoli, italijanski filozof in astronom † |
| 43889 Osawatakaomi   | 1995 QH        | Osawa Takaomi, japonski farmacevt in ljubiteljski astronom, neodvisni odkritelj kometa C/1996 B1 † |
| 43890 Katiaottani    | 1995 QT3       | Katia Ottani, italijanski osnovnošolska učiteljica in prijateljica Ermesa Colombinija, enega izmed soodkriteljev †                                                                                                |
| 43901–44000          |                | |
| 43931 Yoshimi        | 1996 PR9       | Yoshimi Takahashi, japonski ljubiteljski astronom, ki je pomagal ustanoviti Klub ljubiteljev astronomije Nanyo in Ljudski astronomski observatorij Nanjo (Nanyo Citizen's Astronomical Observatory) †             |
| 43954 Chýnov         | 1997 CT5       | mesto Chýnov, južna Češka, kraj, kjer so leta 1863 našli znamenito jamo † |
| 43955 Fixlmüller     | 1997 CE6       | Placidus Fixlmüller, avstrijski astronom † ‡ Arhivirano 2006-05-11 na Wayback Machine. |
| 43956 Elidoro        | 1997 CD7       | Claudio Elidoro, italijanski astronom in popularizator † |
| 43957 Invernizzi     | 1997 CL13      | Luca Invernizzi, italijanski pisatelj in ljubiteljski astronom, ustanovitelj Zveze ljubiteljev astronomije Valtelline (Associazione Astrofili Valtellinesi) in promoter Observatorija "G. Piazzi" †               |
| 43971 Gabzdyl        | 1997 GB4       | Pavel Gabzdyl, češki planetarni astronom in avtor † |
| 43993 Mariola        | 1997 OK        | Mariola Magnoni Tieghi, nekdanji predsednik Inner Wheel kluba v pokrajini Como (International Inner Wheel di Como; ženska verzija Rotary kluba) †                                                                 |
| 43999 Gramigna       | 1997 QC3       | Paolo Gramigna, italijanski ljubiteljski astronom † |

| Predhodnik: 42001–43000 | Pomeni imen asteroidov Seznam asteroidov (43001-43250) Seznam asteroidov (43251-43500) Seznam asteroidov (43501-43750) Seznam asteroidov (43751-44000) | Naslednik: 44001–45000 |